# Mauro Zonta
Mauro Zonta (Pavia, 3 settembre 1968 – Pavia, 27 agosto 2017) è stato un orientalista italiano, esperto di lingue semitiche. 
Studiò a Pavia con Bruno Chiesa e Giuliano Tamani. È stato professore di storia della filosofia ebraica e araba all'Università la Sapienza di Roma.
Autore di 13 monografie e di più di 100 saggi scientifici, si è distinto per il suo contributo alla storia della filosofia ebraica. Ha tradotto per la prima volta in italiano la Guida dei Perplessi di Maimonide. 
Ha curato la prima edizione assoluta di tutto il Commento Medio di Averroè alla Metafisica di Aristotele, perduto nell'originale arabo e conservato in ebraico. 
In collaborazione con Silvia Fazzo, ha curato la prima traduzione critica in italiano, sulla base di diverse traduzioni arabe e di frammenti greci, del trattato di Alessandro di Afrodisia Sulla Provvidenza, perduto in greco, ma conservato in arabo. Insieme essi hanno anche ideato e composto una serie di saggi; in alcuni di essi i due studiosi teorizzano la pratica di quella che hanno chiamato "Traduzione critica" a partire dalle diverse fonti indirette conservate per un trattato perduto nella lingua originale; e preparano una futura traduzione critica del trattato di Alessandro di Afrodisia Sui principi dell'universo. In un altro saggio, hanno contribuito a spostare la datazione dell'aristotelico Nicola di Damasco al IV secolo d.C. (e non all'età di Augusto, come si riteneva identificando il filosofo con il Nicola di Damasco poligrafo e storico di quell'epoca), mostrando che egli è un autore cristiano che sostiene una versione aristotelica della dottrina trinitaria difficilmente concepibile prima delle controversie dogmatiche del IV secolo. Nell'ultimo saggio scritto a quattro mani (2016) si valgono di una tavola di corrispondenze istituite da Mauro Zonta fra gli alfabeti greco, siriaco ed arabo utilizzati per dare il nome ai libri della Metafisica di Aristotele nella tradizione diretta e indiretta: pervengono così a mostrare che Alessandro di Afrodisia, utilizzato in versione siriaco-araba da Averroè, è la più antica fonte che descriva la disposizione attuale della Metafisica di Aristotele in quattordici libri, e sostengono che la loro collezione trova compimento nel libro Lambda, interpretato in chiave teologica.